# Joyce Culpeper
Jocaste « Joyce » Culpeper, d'Oxon Hoath (c. 1480 – c. 1528) est la mère de Catherine Howard, la cinquième épouse et reine consort du roi Henry VIII.

## Famille
Joyce Culpeper, née vers 1480, est la fille de Sir Richard Culpeper (décédé le 4 octobre 1484) et de sa seconde épouse, Isabel Worsley (c.1460 - 18 avril 1527), fille d'Otewell Worsley de Southwark, Surrey, et de Rose Trevor.
Joyce Culpeper a un frère, Thomas Culpeper (1484 - 7 octobre 1492), à ne pas confondre avec le Thomas Culpeper impliqué dans la chute de Catherine Howard, et une sœur cadette, Margaret, épouse de Richard Welbeck, écuyer, puis de William Cotton, écuyer également. Burgon et Richardson indiquent que Joyce Culpeper avait une autre sœur nommée Elizabeth, épouse du fils aîné de Joyce, Sir John Leigh (1520 - 1564) mais seules Joyce et Margaret sont mentionnées en tant que cohéritières de leur frère Thomas, dans le registre des « Inquisition Post Mortem ». Ainsi, seules Joyce et Margaret deviennent cohéritières de leur frère, Thomas Culpeper à sa mort en 1492.
À la mort de Sir Richard Culpeper, la mère de Joyce, Isabel, épouse Sir John Leigh (décédé le 17 août 1523), fils aîné de Ralph Leigh, écuyer, et d'Elizabeth Langley, fille de Henry Langley. De cette union sont nés un fils, John Leigh, et une fille, Joyce Leigh.

## Mariages et descendance
À l'âge de 12 ans, Joyce Culpeper épouse Ralph Leigh (décédé le 6 novembre 1509), écuyer, frère cadet de son beau-père, Sir John Leigh (décédé le 17 août 1523). Ralph Leigh était trésorier de l'Inner Temple en 1505-1506, époque à laquelle il partageait une chambre avec son frère aîné, Sir John Leigh. Ralph Leigh et Joyce Culpeper ont deux fils et trois filles :
- Sir John Leigh (1502-1564)[8], époux d'Elizabeth, fait chevalier (sous le nom de « John a Lee ») le 2 octobre 1553, le lendemain du couronnement de la reine Mary[9]. John Leigh fait partie de la maison du cardinal Wolsey dans sa jeunesse ; il est aussi un ami de Sir Thomas Gresham qui mentionne que, Leigh est «l'homme qui m'a protégé lorsque la reine Mary est arrivée au pouvoir»[10]. En 1541, Leigh est convoqué devant le Conseil privé pour répondre d'avoir eu deux fois des contacts avec le cardinal Pole alors qu'il se trouvait sur le continent[11]. Selon Warnicke, Catherine Howard, demi-sœur de Leigh, a « obtenu la libération de prison de son parent John Legh »[12]. Le testament, par lequel Leigh lègue une rente à sa femme Elizabeth, indique qu'il avait divorcé « sur des bases suffisantes »[13]. Il meurt en 1564 et est enterré dans l'église de St. Margaret, Lothbury ; son épitaphe indique qu'il était "connu en divers pays, un valeureux chevalier, estimé de son prince"[14].
- Ralph Leigh (décédé avant 1563), époux de Margaret Ireland, fille de William Ireland, écuyer, et père de John Leigh (décédé le 19 ou 20 janvier 1576), écuyer. Comme indiqué ci-dessus, le fils de Ralph Leigh, John, était l'héritier de son oncle, Sir John Leigh (1502-1564).
- Isabel Leigh (décédée le 16 février 1573), épouse d'abord Sir Edward Baynton (décédé le 27 novembre 1544), puis Sir James Stumpe (décédé le 29 avril 1563) et enfin, Thomas Stafford, écuyer[15].
- Joyce Leigh, épouse de John Stanney, écuyer.
- Margaret Leigh, dont le mari était surnommé Rice[2].

Après le décès de Ralph Leigh, Joyce Culpeper a épousé en secondes noces Lord Edmund Howard, avec qui elle a trois fils et trois filles :
- Henry Howard, écuyer.
- Sir Charles Howard, qui s'éprend de Margaret Douglas, plus tard comtesse de Lennox, alors qu'elle était première dame d'honneur de sa sœur, la reine Catherine Howard[16].
- Sir George Howard (vers 1519-1580).
- Margaret Howard (décédée le 10 octobre 1571), épouse de Sir Thomas Arundell du château de Wardour, décapité à Tower Hill le 26 février 1552.
- Catherine Howard, épouse de Henry VIII.
- Mary Howard, épouse de Edmund Trafford.

Après la mort de Joyce Culpeper, Lord Edmund Howard épouse  Dorothy Troyes, fille de Thomas Troyes et veuve de Sir William Uvedale (décédé en 1529), puis Margaret Munday, fille de Sir John Munday, Lord Maire de Londres et veuve de Nicholas Jennings.